# Aeroportul Basankusu
Aeroportul Basankusu (IATA: BSU, ICAO: FZEN) este un aeroport din Basankusu, Basankusu Territory⁠(d), Provincia Équateur, Provincia Équateur, Republica Democratică Congo.
Situat la o altitudine de 371 m, aeroportul dispune de o singură pistă.